# Higher Ground (Rasmussen)
Higher Ground è un singolo del cantante danese Rasmussen, pubblicato l'11 febbraio 2018 su etichetta discografica Renegade Records.

## Descrizione
Il brano, scritto e prodotto da Niclas Arn e Karl Eurén, è stato presentato il 10 febbraio 2018 al Dansk Melodi Grand Prix 2018, il processo di selezione per il rappresentante danese all'Eurovision Song Contest 2018. La sua esibizione ha ricevuto abbastanza voti per accedere alla superfinale a tre, dove ha trionfato con il 50% dei voti totali, garantendo a Rasmussen la possibilità di rappresentare la Danimarca all'Eurovision Song Contest 2018 a Lisbona, in Portogallo.
La canzone è dedicata alla figura di Magnus Erlendsson.

## Tracce
Download digitale
1. Higher Ground – 3:03
2. Higher Ground (Karaoke Version) – 3:03
3. Higher Ground (Instrumental Version) – 3:03

## Classifiche
| Classifica (2018) | Posizione massima |
| ----------------- | ----------------- |
| Danimarca         | 9                 |
| Estonia           | 29                |